# Pipel
Dans certains camps de concentration nazis, un pipel ou piepel était un enfant, souvent âgé de moins de 15 ans, utilisé à des fins sexuelles par certains kapos.
Elie Wiesel, arrivant à la Buna, remarque que les enfants de son convoi, âgés de 10 à 12 ans, reçoivent un supplément de nourriture : « en réalité, cette affection n'était pas désintéressée : les enfants faisaient ici l'objet, entre pédérastes, d'une véritable traite », écrit-il dans son récit La Nuit.
Marian Pankowski évoque le « pipel du kapo Egon, son collecteur d'impôts, son cuisinier, en un mot son Ganymède », dans son récit intitulé D'Auschwitz à Bergen-Belsen.
Lui aussi écrivain et survivant de la Shoah, Yehiel De-Nur décrit l'abus sexuel de jeunes garçons à Auschwitz dans son livre Piepel (1961).